# Labena variegata
Labena variegata är en stekelart som beskrevs av Szepligeti 1914. Labena variegata ingår i släktet Labena och familjen brokparasitsteklar. Inga underarter finns listade i Catalogue of Life.